# Kert Toobal
Kert Toobal (wym. [ˈkert ˈtʲoːpɑlʲ]; ur. 3 czerwca 1979 roku w Türi) – estoński siatkarz, grający na pozycji rozgrywającego, reprezentant kraju. Grał w dwóch polskich klubach: w sezonie 2010/2011 w AZS-ie Olsztyn oraz w sezonie 2018/2019 w Cuprum Lubin. 
Jego o 9 lat młodszy brat Andres, również był siatkarzem. Od niedawna jest trenerem siatkarskim.

## Sukcesy klubowe
Puchar Estonii:
- 2000, 2001, 2008, 2019, 2021

Liga estońska:
- 2000, 2001, 2002, 2021, 2022[3]
- 1999, 2004, 2009
- 2003

Liga fińska:
- 2006
- 2007

Liga bałtycka:
- 2022
- 2009

## Sukcesy reprezentacyjne
Liga Europejska:
- 2016, 2018

## Nagrody indywidualne
- 2004: Najlepszy siatkarz Estonii
- 2015: Najlepszy siatkarz Estonii
- 2016: MVP francuskiej ligi - Pro B
- 2016: Najlepszy rozgrywający Ligi Europejskiej
- 2018: Najlepszy rozgrywający Ligi Europejskiej